# Hedda Andersson
Hedda Albertina Andersson, född 24 april 1861 i Malmö, död 7 september 1950 i Lund, var den första kvinnliga studenten och läkaren i Skåne, och den andra kvinnliga studenten vid Lunds universitet. Hon var också Sveriges andra kvinnliga läkare efter Karolina Widerström.

## Biografi
Hedda Andersson härstammade i rakt nedstigande led från sju kloka gummor och benbrottsexperter: Elna Persdotter (1675–1725), Sissa Mårtensdotter (1700–1764), Elna Hansdotter (1734–1814), hennes mormorsmor Marna Nilsdotter (1782–1859), mormor Elna Hansson (1814–1891) och mor Johanna Maria Andersson (1835–1907) hade alla varit verksamma som sådana. Dessa hade ofta blivit anklagade för kvacksalveri av myndigheterna, och då kvinnor tilläts studera år 1870, beslöt modern och mormodern att Hedda skulle bli läkare. Hedda hade bott med sin mor och sina tre syskon hos mormodern sedan hennes far avlidit då hon var fem år gammal. 
Hon studerade på Maria Wetterbergs och sedan Maria Stenkulas skola i Malmö, fick privatundervisning av lärarna vid Högre allmänna läroverket i Malmö och avlade 1880 studentexamen som privatist vid detta läroverk, samt blev samma år den andra kvinnliga studenten vid universitetet där (ofta omnämns hon som den allra första, men i praktiken hade redan Hildegard Björck varit student vid Lunds universitet en kort period tidigare samma år). Fram till 1882 var hon ensam kvinnlig elev, men hon ska ha blivit väl bemött av de övriga studenterna.
Andersson blev medicine kandidat 1887, praktiserade 1888 vid Karolinska Institutet, där hon lärde känna Karolina Widerström, och blev medicine licentiat 1892. Hon var verksam i Ronneby 1892–1895, i Malmö 1893–1895, i Stockholm 1895–1917 och i Rottne i Växjö 1917–1925. Hon vistades i studiesyfte 1892 och 1895 vid Köpenhamns kliniker samt 1893 i Tyskland, där hon särskilt studerade kvinnosjukdomar hos Max Sänger i Leipzig. Hon öppnade sedan praktik för barn- och kvinnosjukdomar i Malmö, engagerade sig i Föreningen för sjukvård i fattiga hem, och hade ett antal kommunala uppdrag. Hon bosatte sig sedan i Stockholm, där hon var läkarrevisor vid Stockholms sjukhem och medlem i Fredrika Bremer-förbundet.
År 1925 bosatte hon sig åter i Lund.

## Hedda Andersson-gymnasiet

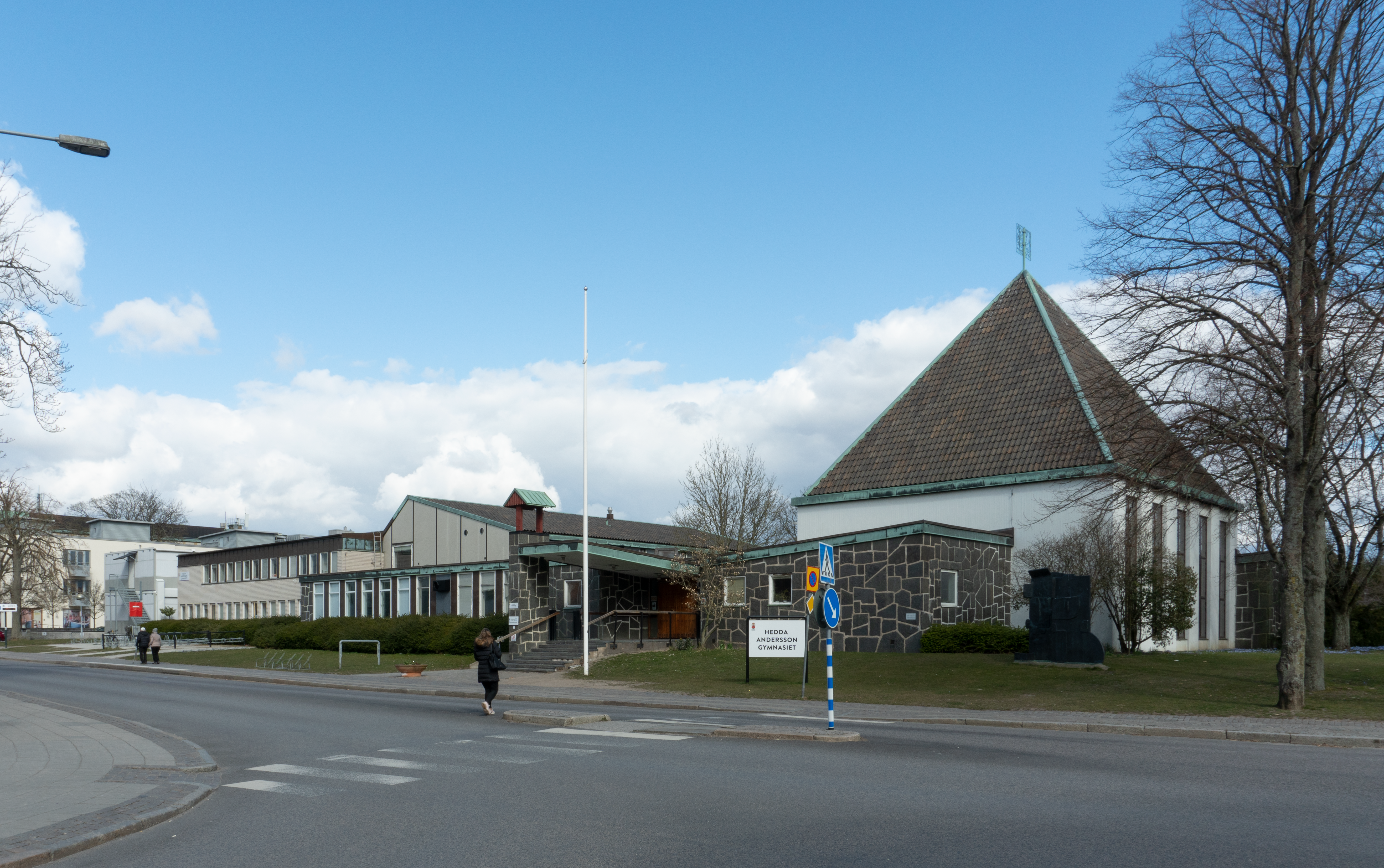
Hedda Andersson-gymnasiet i gamla tingshuset.

Den nya kommunala gymnasieskolan i Lund ska ha plats för minst 2 000 elever och är uppkallad efter Andersson. Hedda Andersson står för klokskap, mod och framtidstro. Hon knyter även samman Lunds historia med en framtid som präglas av allas lika rättigheter, något vi vill att den nya gymnasieskolan ska kännetecknas av.
Skolan ligger för närvarande (april 2022) på Byggmästaregatan 2 i Lund, vilket är Lunds tingsrätts gamla lokaler.
Kommunfullmäktige beslutade 2019 att efter rivning av Svaneskolans dåvarande lokaler, skulle både Hedda Andersson-gymnasiet och nya Svaneskolan byggas på den tomten. Status i april 2022 är att inflyttning beräknas ske från sommaren 2023. Skolan planeras stå helt klar 2024.

## Gästprofessur i Hedda Anderssons namn
För att främja jämställdheten av professorer vid Lunds Universitet har en gästprofessur stiftats upp i Hedda Anderssons namn. Gästprofessuren utlystes för första gången år 2009.